# Русалките от Мако
„Русалките от Мако“ (на английски: Mako: Island Of Secrets/Mako Mermaids) е австралийски сериал, базиран на „H2O: Просто добави вода“.

## Излъчване
| Сезон | Сезон | Епизоди | Начало на сезона | Край на сезона |
| ----- | ----- | ------- | ---------------- | -------------- |
|       | 1     | 26      | 26 юли 2013      | 12 януари 2014 |
|       | 2     | 26      | 15 февруари 2015 | 9 август 2015  |
|       | 3     | 16      | 15 май 2016      | 28 август 2016 |

## Сюжет
Зак е тийнейджър, който решава да лагерува на остров Мако, без да знае, че трите русалки – Сирена, Никси и Лайла, които са пазителки на острова, го наблюдават. Същата нощ, когато пълнолунието изгрява, момчето влиза в контакт с вълшебната вода от Лунния басейн. На следващата сутрин Зак открива, че има способностите да контролира водата. По-късно когато случайно пада в океана открива, че се е превърнал в мъж-русалка с рибешка опашка. Новооткритите му сили се превръщат в проблем за русалките.
Сирена, Никси и Лайла са любопитни да живеят на сушата и решават да се научат да живеят сред хора, като в същото време да се опитат да отнемат силите на Зак.
Във втория сезон, русалките продължават да разкриват нови тайни за остров Мако и мъжките русалки. Никси и Лайла си търсят нов дом, оставяйки Сирена с Ондина и Мими, русалки от Мако, които продължават да се опитват да отнемат силите на Зак.

## Сезони

### Сезон 1
Трите русалки, Сирена, Никси и Лайла са натоварени със задачата да пазят вълшебния остров Мако от бракониери, които могат да го унищожат. Тогава, обаче, се появява 16-годишния Зак, който оформя специална връзка с острова и получава русалска опашка и невероятни сили над водата. Застрашени от появата му, стадото на русалките от Мако се мести, оставяйки трите момичета да заживеят на сушата, за да се опитат да отнемат силите на Зак, ако искат да се върнат в стадото.

### Сезон 2
Появяват се две нови русалки, Мими и Ондина, които смятат, че Зак е заплаха за всички русалски стада по целия свят, но те не знаят, че има и друга мъжка русалка, Ерик, който иска остров Мако само за себе си.
Мистерията се задълбочава, когато Зак открива руините на скривалище на мъже-русалки. Входът му се отваря само при пълнолуние, точно като скривалището на тризъбеца. Гаджето на Зак, Иви, също се превръща в русалка. Зак среща Ерик, който е решен да отвори скривалището на мъжете-русалки. Кам отново печели доверието на Зак и решава, че желанието му да бъде русалка не си струва да загуби най-добрия си приятел отново.

### Сезон 3
Вейлан, китайска русалка от източното стадо, открива мистериозна реликва под водата и освобождава ужасяващ морски дракон. Вейлан се опитва да се скрие край остров Мако, но драконът я проследява. Когато драконът се оказва заплаха не само за Мако, но и за Гоулд Коуст, Зак, Иви, Ондина, Мими и Вейлан трябва да намерят начин да унищожат дракона преди той да унищожи всичко, което те са пазели толкова дълго време.

## Герои
- Сирена – една от трите русалки. Наивна и сладка тя винаги сдобрява Никси и Лайла след всяка тяхна кавга.
- Лайла – лидер на трите русалки. Тя е умна и решителна. Въпреки че е само, за да му отнеме силите, тя се привързва към Зак.
- Никси – една от трите русалки. Винаги прави това, което сама вярва, че е правилно, дори понякога така да си навлича проблеми.
- Зак Блейкли – сърфист и спасител на плажа. Превръща се в русалка след пълнолуние на остров Мако.
- Иви Макларън – приятелка на Зак. В първия сезон вярва, че Зак и Лайла са твърде близки и ревнува. Мисли си, че я следват, но след като разбира, че са русалки се извинява за прибързаната преценка. Става русалка по случайност във втори сезон.
- Ондина – русалка, която иска да отнеме силите на Зак. Прави всичко по свой си начин.
- Мими – русалка, също иска да отнеме силите на Зак. Тя е интелигентна и често се налага да предпазва Ондина от проблеми. Оказва се, че Зак е нейният изгубен брат.
- Ерик – наследник на клан от мъжки русалки, които не са виждани от хиляди години.

## В България
В България сериалът започва излъчване на 15 февруари 2014 г. по Disney Channel всяка събота от 9:30 часа като първи сезон завършва на 2 август. Втори сезон започва на 14 септември 2015 г. и завършва на 18 ноември. Дублажът е на Александра Аудио. Ролите се озвучават от Надежда Панайотова, Златина Тасева, Десислава Чардаклиева, Лина Шишкова, Иван Панайотов, Росен Русев и Константин Лунгов.

## Факти
- За втори път, актрисата Луси Фрай получава главна роля от Джонатан М. Шиф. Първият път е в сериала „Lightning Point“.
- Луси Фрай се появява и с кратка роля във финала на „H2O: Просто добави вода“. Името ѝ е споменато на завършването на Бела, Клео и Рики и тя е в публиката.
- Не е известно колко естествени русалки е имало на остров Мако.
- Лунният басейн в „Русалките от Мако“ е различен от този в „H2O: Просто добави вода“.
- В Австралия, сериалът се казва „Мако: Островът на тайните“.